# Ploceus castaneiceps
El tejedor taveta (Ploceus castaneiceps) es una especie de ave paseriforme de la familia Ploceidae. Puebla las sabanas de Kenia y Tanzania. No se reconocen subespecies.